# Tebat Tenong Dalam
Tebat Tenong Dalam is een bestuurslaag in het regentschap Rejang Lebong van de provincie Bengkulu, Indonesië. Tebat Tenong Dalam telt 886 inwoners (volkstelling 2010).